# (335853) Valléedaoste
(335853) Valléedaoste, désignation internationale (335853) Valleedaoste, est un astéroïde de la ceinture principale.

## Description
(335853) Valleedaoste est un astéroïde de la ceinture principale. Il fut découvert le 7 septembre 2007 à Saint-Barthélémy par Albino Carbognani. Il présente une orbite caractérisée par un demi-grand axe de 3,15 UA, une excentricité de 0,16 et une inclinaison de 4,1° par rapport à l'écliptique.

## Compléments